# Tommy Kirk
Pour les articles homonymes, voir Kirk.
Tommy Kirk est un acteur et homme d'affaires américain, né le 10 décembre 1941 à Louisville (Kentucky) et mort le 28 septembre 2021.

## Biographie
Tommy Kirk commence sa carrière d'acteur à 15 ans pour les studios Disney dans deux téléfilms inspirés par les romans de la série  Les Frères Hardy, où il joue le rôle de Joe Hardy aux côtés de Tim Considine (ce dernier joue le rôle de Franck Hardy).
En janvier 1957, Disney le choisit pour incarner Travis Coates dans Fidèle Vagabond, une histoire d'aventures à propos d'un garçon et son chien héroïque. Tommy Kirk tient le rôle principal dans ce succès au box-office. Il devient le premier choix de Disney chaque fois qu'ils avaient besoin de quelqu'un pour jouer un adolescent américain. Kevin Corcoran y joue son jeune frère. Ils seront souvent frères à l'écran,. La bibliothèque du Congrès ajoute Fidèle Vagabond au National Film Registry en 2019.
En juillet 1958, Tommy Kirk est casté pour Quelle vie de chien ! (1959), une comédie sur un garçon inventeur qui, sous l'influence d'un anneau magique, se transforme à plusieurs reprises en chien (un bobtail). Il déclare qu'à la fin du tournage, Disney lui avait dit qu'ils n'avaient aucun projet pour lui et qu'ils en restaient là. Quelle vie de chien ! s'avère être un succès, plus important encore que Fidèle Vagabond. Rapidement, Disney contacte le jeune acteur, lui offrant un autre contrat à long terme et le rôle du fils cadet Ernst Robinson dans un autre film d'aventures, Les Robinsons des mers du Sud (1960). Ce dernier reste le préféré de Tommy Kirk. Quand il est revenu du tournage aux Antilles, le studio le signe pour deux autres films.

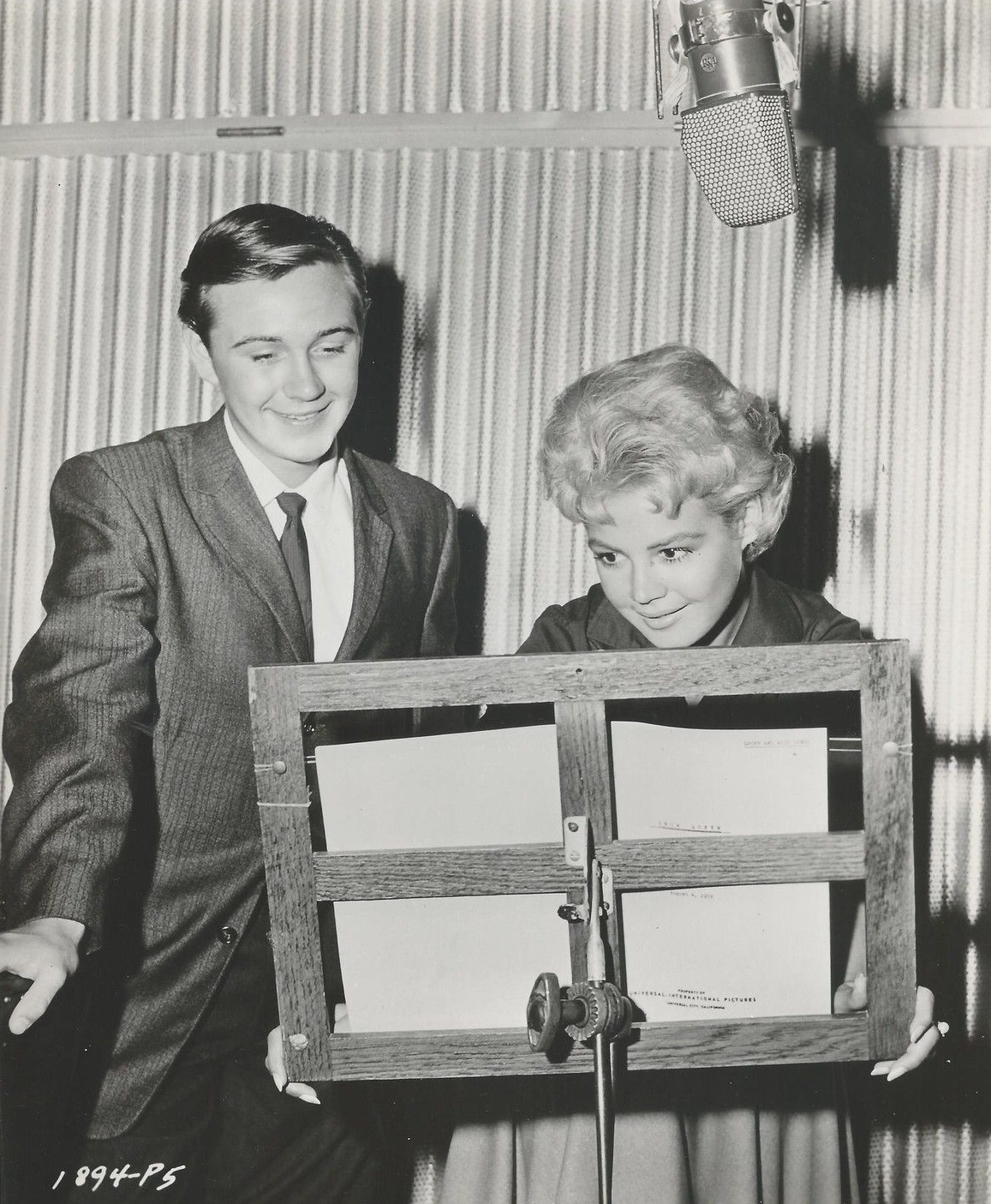
Tommy Kirk et Sandra Dee sur le plateau de doublage de La Reine des neiges.

Il interprète Grumio dans le conte de fées fantastique Babes in Toyland (Le Pays des jouets). Tommy Kirk dira plus tard avoir apprécié travailler avec Ed Wynn et que le film comportait « quelques moments mignons [tout en étant] une bizarrerie ». [« it has a few cute moments, it's an oddity »].
Disney choisit ensuite Tommy Kirk pour incarner l'étudiant inventeur Merlin Jones dans Les Mésaventures de Merlin Jones (1964), avec Annette Funicello. Les deux jeunes acteurs tournent régulièrement ensemble depuis The Mickey Mouse Club. Le film devient un succès surprise au box-office, l'un des plus gros succès de l'année, récoltant quatre millions de dollars en Amérique du Nord. L'acteur déclare n'avoir rencontré Walt Disney qu'une seule fois en dehors des studios, lors d'une fête. Il ajoute que Disney l'appelait son « porte-bonheur. »
Lors du tournage des Mésaventures de Merlin Jones en 1963, Tommy Kirk, alors âgé de 21 ans, est surpris en train d'avoir des relations sexuelles avec un garçon de quinze ans dans une piscine à Burbank. La mère du garçon en informe Disney, qui choisit de ne pas renouveler son contrat. Walt Disney a personnellement renvoyé Tommy Kirk. Il se droguait. Il déclara plus tard « encore plus que MGM, Disney était le studio le plus conservateur de la ville. […] Les dirigeants du studio commençaient à soupçonner mon homosexualité. Certaines personnes devenaient de moins en moins amicales. En 1963, Disney m'a laissé partir. Mais Walt m'a demandé de revenir pour le dernier film de Merlin Jones, Un neveu studieux, parce que les films Merlin Jones étaient de grandes sources financières pour le studio. » Tommy Kirk savait qu'il était gay dès son plus jeune âge. « Quand j'avais environ 17 ou 18 ans, j'ai finalement accepté que je n'allais pas changer. Je ne savais pas quelles en seraient les conséquences, mais j'avais le sentiment certain que cela allait ruiner ma carrière chez Disney et peut-être même ma carrière d'acteur en général. »
La nouvelle de son départ des studios Disney n'a pas été rendue publique. Tommy Kirk a rapidement travaillé pour les studios American International Pictures (AIP), qui avaient besoin d'un homme de premier plan pour jouer avec Funicello dans The Maid and the Martian, une comédie musicale en préparation. Il est choisi pour interpréter un martien qui arrive sur terre et rencontre un groupe d'adolescents lors d'une fête. Le film est rebaptisé Pajama Party (1964) et rencontre le succès.
La veille de Noël 1964, Tommy Kirk est arrêté pour suspicion de possession de marijuana dans une maison d'Hollywood,. Combiné avec le fait que son homosexualité était connue dans le milieu, chose mal acceptée dans les USA de l’époque, la carrière de l’acteur en souffre beaucoup. Les rôles qui lui sont destinés pour les films à venir sont alors repris par d'autres acteurs,,. Tommy Kirk est relégué aux films de second plan.
« Cette ville est pleine d'hommes de droite - le monde est plein d'hommes de droite - des fils de pute intolérants et cruels », déclare-t-il plus tard, mais il déclare également par la suite qu'il « méritait amplement d'être renvoyé des studios à cause de [s]on irresponsabilité. Une personne droguée n'est pas apte au travail ». Sa carrière décline, les propositions se font plus rares. « Après avoir été viré de Disney, j'ai fait certains des pires films jamais réalisés et je collaborais avec un manager qui disait que ce que vous faisiez n'avait pas d'importance tant que vous continuiez à travailler. Il m'a mis dans chaque merde que n'importe qui proposait […] mais c'était seulement pour gagner de l'argent. »
Il est la tête d'affiche de Village of the Giants sorti en 1965 avec également Beau Bridges et Ron Howard dans la distribution.
L'acteur déclare avoir atteint le fond en 1970 lorsqu'il tourne deux films ne respectant pas la Screen Actors Guild. « J'ai dit au diable tout ça, au diable le show business, je vais me faire une nouvelle vie, et j'ai arrêté la drogue, j'ai complètement viré tout ça. »
Tommy Kirk fait son coming out dans une interview de 1973 avec Marvin Jones.
En 1993, Tommy accorde une interview — désormais célèbre — à Richard Valley pour le magazine Scarlet Street (en), dans laquelle il aborde son mode de vie, sa toxicomanie passée et des circonstances de son licenciement de Disney.
Tommy Kirk est intronisé en tant que Disney Legend le 9 octobre 2006, aux côtés de ses anciens partenaires sur grand écran Tim Considine et Kevin Corcoran. Toujours en 2006, le premier des feuilletons The Hardy Boys de Tommy Kirk est gravé sur DVD dans la cinquième « vague » des Walt Disney Treasures.
Tommy Kirk est décédé à son domicile de Las Vegas le 28 septembre 2021, à l'âge de 79 ans,,.

## Filmographie sélective

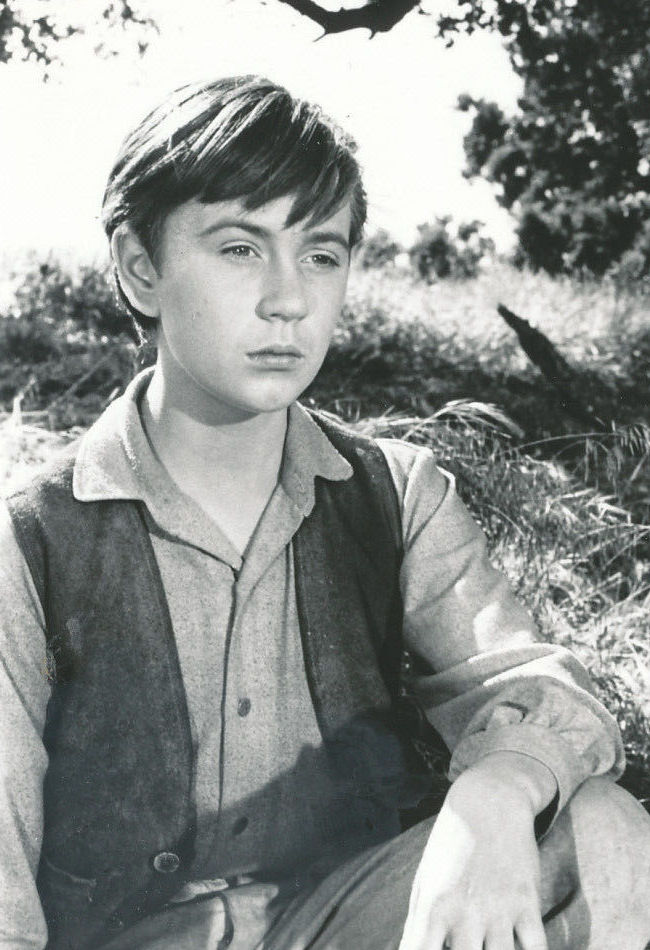
Tommy Kirk dans Fidèle Vagabond (1957).

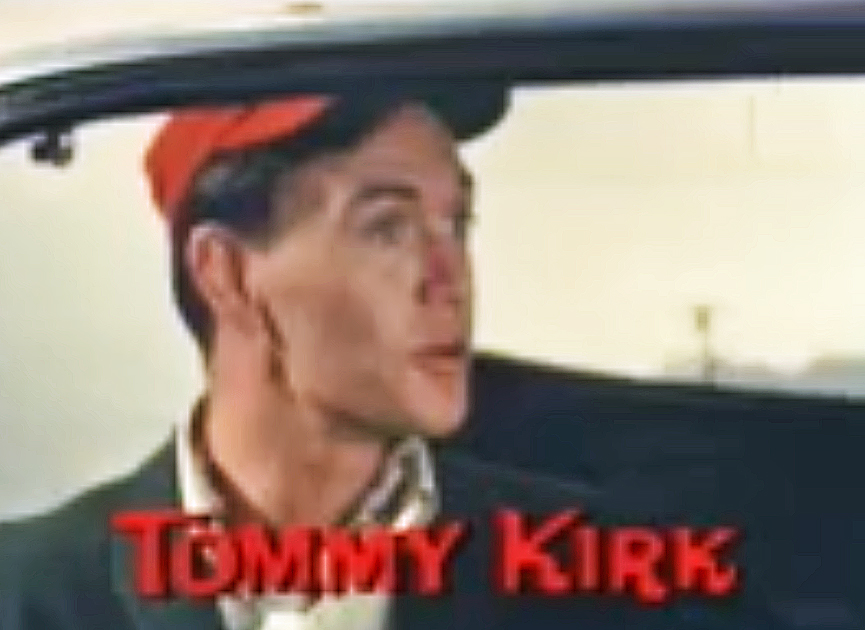
Tommy Kirk dans Pajama Party (1964).

- 1956 : The Hardy Boys : The Mystery of the Applegate Treasure : Joe Hardy
- 1956 : Down Liberty Road de Harold D. Schuster
- 1957 : The Hardy Boys : The Mystery of Ghost Farm : Joe Hardy
- 1957 : Fidèle Vagabond : Travis Coates
- 1959 : Quelle vie de chien ! (The Shaggy Dog) de Charles Barton : Wilby Daniels
- 1959 : La Reine des neiges de Lev Atamanov : Kay (voix)
- 1960 : Les Robinsons des mers du Sud : Ernst Robinson
- 1961 : Monte là-d'ssus : Biff Hawk
- 1961 : The Horsemasters (téléfilm) : Dany Grant
- 1961 : Le Pays des jouets (Babes in Toyland) : Grumio
- 1962 : Bon Voyage ! : Eliott Willard
- 1962 : Escapade in Florence : Tommy Carpenter
- 1963 : Après lui, le déluge (Son of Flubber) de Robert Stevenson : Biff hawk
- 1963 : Sam l'intrépide : Travis Coates
- 1964 : Les Mésaventures de Merlin Jones : Merlin Jones
- 1964 : Pajama Party de Don Weis : Go Go
- 1965 : Un neveu studieux : Merlin Jones
- 1967 : Mars Needs Women : Dop, le martien no 1